# Portret artysty
Portret artysty – obraz olejny hiszpańskiego malarza pochodzenia greckiego Dominikosa Theotokopulosa, znanemu jako El Greco.
Przez wiele lat obraz uważano za autoportret El Greca, a obecnie przyjmuje się, iż postacią portretowaną jest syn malarza Jorge Manuel Theotocópuli. Urodził się on w 1578 roku i już od najmłodszych lat El Greco uwieczniał go na swoich obrazach pod różną postacią m.in. pazia w Pogrzebie hrabiego Orgaza z 1588 roku czy w Madonnie Miłosiernej z 1605. Od młodzieńczych lat Jorge Manuel pomagał ojcu w realizacjach jego zleceń. Po raz pierwszy został wymieniony obok ojca w 1597 roku przy okazji realizowania zamówienia dla klasztoru Guadalupe. Do najważniejszych wspólnych realizacji zalicza się dzieła ze szpitala Caridad de Illescas w Toledo namalowane w latach (1603-1605) oraz wiele obrazów z ostatnich lat twórczego życia El Greca. Syn również malował i rzeźbił samodzielnie, ale talentem nie dorównywał ojcu.

## Opis obrazu
Postać została przedstawiona na ciemnym tle, z lekkim odchyleniem w lewo. Theotokopoulos ubrany jest w czarny, zlewający się z tłem kaftan, przez co wyeksponowana jest oświetlona twarz modela otoczona ogromną białą kryzą utrzymującą prosto głowę oraz obie dłonie otoczone białymi mankietami. Wyeksponowanie tych trzech punktów odniesienia w połączeniu z ciemnym tłem daje efekt głębi, co z kolei jest typową techniką zaczerpniętą ze szkoły weneckiej. W dłoniach model trzyma pojedynczy pędzel gotowy do pracy i paletę z innymi pędzlami. Wszystko to daje wrażenie ruchu. Według Jose Gudiola jest to najbardziej ruchliwy portret, jaki El Greco kiedykolwiek namalował. Ważnym elementem kompozycji jest przedstawiona naturalistycznie twarz, przykuwająca uwagę widza. Duże oczy, jasnoróżowa cera, wysokie czoło i krótko ostrzyżona broda – wszystko to nadaje postaci inteligentny wygląd i pewność swojego talentu i umiejętności.

## Proweniencja
Pierwotnie obraz znajdował się w kolekcji Serafina Garcia de la Huerta w Madrycie, a następnie od 1838 roku w paryskim Luwrze. W 1853 roku został sprzedany na aukcji wraz z inna pracą z kolekcji Luisa-Phillipe do Sewilli, do zbiorów Dugue de Montpensier. W 1897 roku został przekazany do muzeum w Sewilli.